# John Barlow (homme politique canadien)
Pour les articles homonymes, voir John Barlow et Barlow.
John Barlow (né le 13 octobre 1971) est un éditeur de journal et un homme politique canadien en Ontario. Il représente à titre de député conservateur la circonscription fédérale albertaine de Macleod à la suite d'une élection partielle en 2014 et la nouvelle circonscription de Foothills à partir de 2015.

## Biographie
Né à Regina en Saskatchewan, Barlow s'implique en politique provinciale dans l'Association progressiste-conservatrice de la circonscription de Highwood lors des élections générales de 2012. Son parti subit la défaite face à Danielle Smith, cheffe du Parti Wildrose.

### Politique fédérale
Candidat conservateur au cours de l'élection partielle dans la circonscription fédérale de Macleod en 2014, il succède au député démissionnaire Ted Menzies. Réélu dans Foothills en 2015, il est nommé par la cheffe conservatrice intérimaire Rona Ambrose au poste de critique en matière de Commerce interprovincial. Durant son mandat, il oriente son action sur la campagne #FreeTheBeer qui s'oriente principalement sur le transport d'alcool entre les provinces.
En 2016, il présente le projet de loi privé C-351 pour permettre aux producteurs de boissons alcoolisées de vendre leurs produits partout au Canada sans passer par une permission d'un société d'état provinciale et de permettre aux particuliers de transporter de l'alcool pour usage personnel d'une province à une autre.
Le nouveau chef conservateur Andrew Scheer le nomme au cabinet fantôme au poste de ministre de l'Agriculture et d'Agri-Food en 2016. En 2018, il passe au poste de critique en matière d'Emploi, de Développement humain et du Travail. Simultanément, il remplace Steven Blaney au poste de vice-président du comité permanent sur les Ressources humaines, des Compétences et du Développement social et du Statut des personnes handicapées.
Il est réélu en 2019 et en 2021.